# José Américo de Almeida

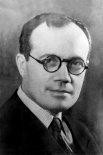
José Américo in der Zeit als brasilianischer Transportminister, ca. 1930

José Américo de Almeida (* 10. Januar 1887 in Areia, Bundesstaat Paraíba; † 10. März 1980 in João Pessoa, Bundesstaat Paraíba) war ein brasilianischer Jurist, Politiker und Schriftsteller.

## Leben
Almeida stammte aus einer sehr wohlhabenden Familie von Großgrundbesitzern, sein Vater war Inácio Augusto de Almeida, seine Mutter Josefa Leopoldina Leal de Almeida. Seine Schulzeit absolvierte er mit Hilfe von Hauslehrern und mit deren Hilfe begann er bereits 1903 in Recife an der Faculdade de Direito do Recife, heute Teil der 1955 durch seine Initiative gegründeten Universidad Federal de Pernambuco, Rechtswissenschaften zu studieren. 1908 konnte er dieses Studium erfolgreich beenden und bekam noch im selben Jahr eine Anstellung bei Gericht.
Seine Karriere führte ihn über den Posten eines Staatsanwaltes bis hin zum Generalstaatsanwalt und erreichte 1928 einen vorläufigen Höhepunkt im Amt eines Staatssekretärs. 1930 kam es durch die Große Koalition der Unzufriedenen zur Revolution und Getúlio Vargas wurde auf Almeida aufmerksam. Als im Oktober desselben Jahres Vargas die Macht übernahm, holte er Almeida als einen der Ersten
in seine Regierung.
Ende 1930 übernahm Almeida das Ministerium Verkehr und öffentliche Arbeiten (Ministério da Viação e Obras Públicas) und ab 1934 leitete er den staatlichen Rechnungshof, das Tribunal de Contas da União (TCU). Anlässlich der für Januar 1938 angesetzten Wahl zum Präsidenten kandidierte Almeida für dieses Amt. Da nach der Verfassung Getúlio Vargas nicht mehr kandidieren konnte und er seine Vorstellung eines Estado Novo gefährdet sah, täuschte dieser aufgrund von gefälschten Unterlagen, den Cohen-Plan, einen bevorstehenden kommunistischen Umsturz vor und ließ im Oktober 1937 den Kriegszustand ausrufen. Nach der Auflösung des Kongresses am 10. November 1937 durch Militärpolizei und dem Bekanntwerden des „Cohen-Plans“ gab Almeida seine Kandidatur auf und zog sich aus der Politik zurück.
Erst nach Beendigung des Zweiten Weltkriegs bekundete Almeida wieder ein Interesse an politischen Aufgaben. Er wurde in den Senat gewählt und blieb Senator, bis er 1951 zum Gouverneur seiner Heimat Paraíba gewählt wurde. 1954 holte ihn Präsident Vargas wieder in sein Kabinett. Vargas verlor noch im selben Jahr den Rückhalt des Militärs und erschoss sich am 24. August 1954. Diese Tat nahm Almeida zum Anlass, sich endgültig von der Politik zu verabschieden.
José Américo de Almeida widmete sich den Rest seines Lebens nahezu ausschließlich dem Schreiben. Im Alter von 93 Jahren starb er am 10. März 1980 in João Pessoa und fand dort auch seine letzte Ruhestätte.

## Ehrungen
1965 begründete er den Stuhl 35 (Cadeira de Raul Machado) der Academia Paraibana de Letras. Die Academia Brasileira de Letras wählte ihn 1966 zum Mitglied, 1967 erfolgte die Antrittsrede für den freigewordenen Cadeira 38.
1976 erhielt er den Prêmio Juca Pato und wurde zum „O Intelectual do Ano“ gewählt für sein Werk Antes que me esqueça.
Posthum wurde am 10. Dezember 1980 die Fundação Casa de José Américo (FCJA) gegründet und am 11. Januar 1982 das Schriftstellermuseum zu seinen Ehren in João Pessoa eröffnet.

## Rezeption
Almeidas Roman „A Bagaceira“ (Die Zuckermühle) erschien 1928 und wurde zu einem wichtigen Werk in der regionalistischen Literatur Brasiliens, dem Regionalismo brasileiro des Nordostens. Vor dem Hintergrund einer Dürre-Katastrophe stellt er der hungernden Landbevölkerung die fast absolutistisch herrschende Oberschicht gegenüber. Gerade diesen Roman nahmen sich viele Kollegen – wie z. B. José Lins do Rego (1901–1957) in seinem Romanzyklus über die Zuckerrohrwirtschaft – zum Vorbild.

## Werke (Auswahl)
Memoiren
- O Ano do Négro. 1968.
- Mémoiras. Antes que me Esqueça. 1976.

Romane
- Reflexões de um Cabra. 1922.
- A Bagaceira. 1928.
- O Boqueirão. 1935.
- Coiteiros. 1935.

Sachbücher
- A palavra e o tempo. 1965.
- Eu e Eles. 1970.
- Discursos Acadêmicos. 1968.
- A Paraíba e seus problemas. 1930.